# Semiopyla cataphracta
Espèce
Synonymes
- Semiopyla biimpressa Simon, 1901

Semiopyla cataphracta est une espèce d'araignées aranéomorphes de la famille des Salticidae.

## Distribution
Cette espèce se rencontre du Mexique à l'Argentine.

## Description
Le mâle décrit par Cutler en 1971 mesure 1,70 mm et la femelle 2,25 mm.

## Publication originale
- Simon, 1901 : Histoire naturelle des araignées. Paris, vol. 2, p. 381-668 (intégral).